# Keilbachia nepalensis
Keilbachia nepalensis är en tvåvingeart som beskrevs av Werner Mohrig 1987. Keilbachia nepalensis ingår i släktet Keilbachia och familjen sorgmyggor.
Artens utbredningsområde är Nepal. Inga underarter finns listade i Catalogue of Life.